# 蘭拉伊卡區
蘭拉伊卡區（西班牙語：Distrito de Ranrahirca），是秘魯的一個區，位於該國北部安卡什大區的永蓋省，始建於1941年10月15日，面積22.89平方公里，海拔高度2,475米，2005年人口3,291，人口密度為每平方公里140人。